# Коргалжинський державний природний заповідник
Коргалжинський (Кургальджинський) державний природний заповідник (каз. Қорғалжы́н мемлекетті́к табиғи́ қорығы́) — один із двох казахстанських заповідників, що входять до списку Світової спадщини ЮНЕСКО у складі об'єкту Сариарка — Степу та озера Північного Казахстану. Коргалжинський заповідник розташований за 130 км на південний захід від міста Астана. Створений у 1968 році для збереження унікальних водно-болотних угідь, які є місцем проживання фламінго, кучерявого пелікану та інших птахів.

## Склад
Тенгіз-Коргалжинські озерні системи є одним із найважливіших водно-болотних угідь для перелітних птахів у Казахстані та у всій Азії. У 1976 році водно-болотні угіддя Тенгіз-Коргалжинської системи озер були включені до Рамсарського списку. У 2000 році озеро Тенгіз увійшло до міжнародної мережі «Живі озера», куди входять найунікальніші озера світу.

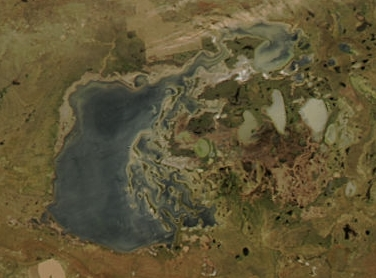
Вид на озера з космосу

Постановою Уряду Республіки Казахстан «Про деякі питання розширення території державної установи „Коргалжинський державний природний заповідник“» від 18 грудня 2008 року № 1183 було розширено територію заповідника на 284 208 га. Площа Коргалжинського заповідника офіційно склала 543 171 га (до розширення — 258 963 га). Розширення відбулося за рахунок передачі земель із Коргалжинського району Акмолінської області та Нуринського району Карагандинської області.
Більша частина території зайнята солоними та прісними водоймами. Серед них озера Теніз, Керей, Кипшак, Коргалжин, Асаубалик, Жаманколь, Жабай Табанкази, Манат, Саумалколь та Токтамис. Більшість із цих озер обводняють відомі річки Нура, Куланотпес.
Територія являє собою загалом систему подвійного озера: проточного озера Коргалжин і безстічного озера Тенгіз, з'єднаних між собою. Тенгіз-Коргалжинські озера це не лише найбільша акваторія степової зони, а й одне з найунікальніших місць на всьому євразійському континенті: тут схрещуються два найважливіші міграційні шляхи птахів — центрально-азійський та сибірсько-південно-європейський.
Починаючи з 1994 року на території заповідника періодично трапляється рожевий пелікан. Гніздові популяції фламінго та савки є найбільшими в Центральній Азії.

## Клімат
На території заповідника температура взимку сягає −41 — 42ºС, а влітку до 38 — 39ºС. Щорічна кількість опадів — 200 мм.

## Фауна

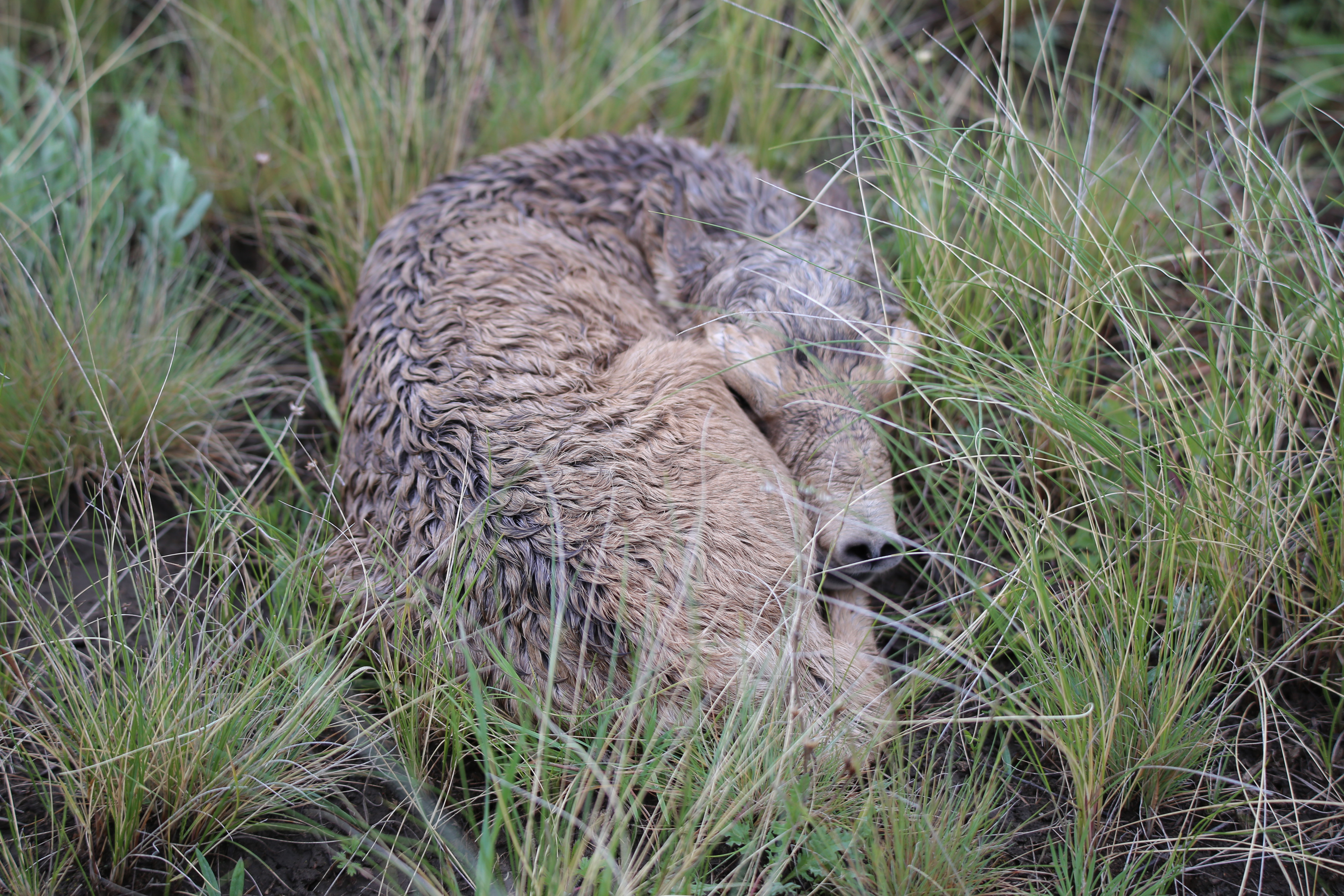
Новонароджений сайгак у заповіднику

На території Коргалжинського заповідника мешкає 365 видів птахів: із них 42 вид входить до Червоної книги Казахстану, 27 видів занесені до Міжнародного союзу охорони природи, 133 види птахів, що гніздяться. Також тут водиться 46 видів ссавців, 4 видів плазунів, 2 види земноводних та 15 видів риб. У результаті дослідження, що проводилося в 2004—2005 рр., у заповіднику виявили близько 700 видів комах. Як стверджують ентомологи, це далеко не повний перелік. У прісних озерах Коргалжин мешкають 15 видів риб: золотий і срібний карась, в'язь, щука, окунь, лин, минь і плотва.
Чисельність птахів, що прилітають на відпочинок, у кілька разів перевищує чисельність тих, що гніздяться, тому заповідник називають «пташиним базаром».

## Флора
На території Коргалжинського заповідника налічується 374 види вищих рослин, із них можна виділити рідкісні види, занесені до Червоної книги Казахстану: тюльпан поникаючий, тюльпан Шренка, простріл жовтіючий, адоніс волзький. Також серед них трапляються види, що мешкають на обмеженому ареалі — ендеміки, до них відносяться серпуха киргизька, серпуха розсічена, астрагал казахстанський.
У Коргалжинському заповіднику всього налічується 69 видів нижчих рослин: 1 вид ґрунтових водоростей, 34 види грибів, 25 видів лишайників, 9 видів мохоподібних.
Також на території заповідника можна зустріти і лікарські рослини: шипшина, чебрець, кропиву, деревій, подорожник.

## Примітки

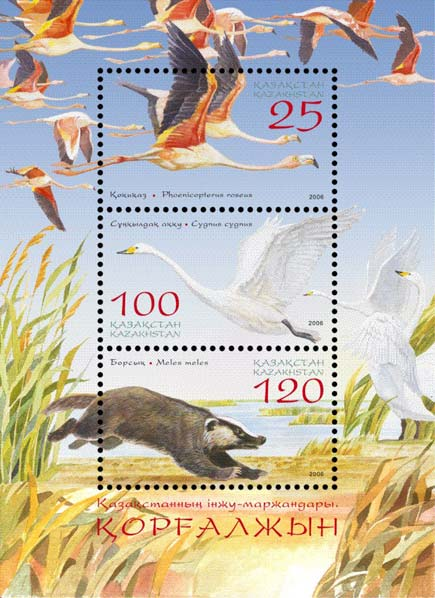